# Mihăileni (okręg Botoszany)
Mihăileni – wieś w Rumunii, w okręgu Botoszany, w gminie Mihăileni. W 2011 roku liczyła 1075 mieszkańców.